# Halowe Mistrzostwa Europy w Lekkoatletyce 1985 – bieg na 800 m kobiet
Bieg na 800 metrów kobiet – jedna z konkurencji biegowych rozgrywanych podczas halowych lekkoatletycznych mistrzostw Europy w  hali Stadion Pokoju i Przyjaźni w Pireusie. Eliminacje zostały rozegrane 2 marca, a bieg finałowy 3 marca 1985. Zwyciężyła reprezentantka Rumunii Ella Kovacs. Tytułu zdobytego na poprzednich mistrzostwach nie broniła Milena Matějkovičová z Czechosłowacji.

## Rezultaty

### Eliminacje
Rozegrano 2 biegi eliminacyjne, do których przystąpiło 10 biegaczek. Awans do finału dawało zajęcie jednego z pierwszych dwóch miejsc w swoim biegu (Q).  Skład finału uzupełniły dwie zawodniczki z najlepszymi czasami wśród przegranych (q).
Opracowano na podstawie materiału źródłowego.
Bieg 1
| Miejsce | Zawodniczka         | Czas    | Uwagi |
| ------- | ------------------- | ------- | ----- |
| 1       | Ella Kovacs         | 2:02,18 | Q     |
| 2       | Nadieżda Olizarenko | 2:03,12 | Q     |
| 3       | Rosa Colorado       | 2:04,03 | q     |
| 4       | Slobodanka Čolović  | 2:04,04 | q     |
| 5       | Petra Kleinbrahm    | 2:04,44 |       |
| –       | Zuzana Moravčíková  | DNS     |       |

Bieg 2
| Miejsce | Zawodniczka         | Czas    | Uwagi |
| ------- | ------------------- | ------- | ----- |
| 1       | Kirsty McDermott    | 2:03,42 | Q     |
| 2       | Cristieana Cojocaru | 2:03,88 | Q     |
| 3       | Sigrun Ludwigs      | 2:04,62 |       |
| 4       | Maite Zúñiga        | 2:06,21 |       |
| 5       | Swobodka Damianowa  | 2:06,76 |       |

### Finał
Opracowano na podstawie materiału źródłowego.
| Miejsce | Zawodniczka         | Czas    |
| ------- | ------------------- | ------- |
| 1       | Ella Kovacs         | 2:00,51 |
| 2       | Nadieżda Olizarenko | 2:00,90 |
| 3       | Cristieana Cojocaru | 2:01,01 |
| 4       | Rosa Colorado       | 2:04,53 |
| 5       | Slobodanka Čolović  | 2:06,38 |
| 6       | Kirsty McDermott    | 2:07,98 |